# Yuli (película peruana)
Yuli es una largometraje de acción y ciencia ficción peruana de 2018, bajo la dirección de Christian Carrasco. La cinta está protagonizada por la cantante y actriz Marisela Puicón, con Julián Legaspi y Giovanna Valcárcel como coprotagonistas. Fue estrenado el 11 de octubre de 2018 en los cines peruanos.

## Sinopsis
Yuli (Marisela Puicón) observa desesperada sobre su cama el cadáver que horas antes había sido su cliente, sin saber que debajo se esconde una maleta llena de dólares que sería la salvación de su única hija, víctima de una grave enfermedad. Pasan las horas y los sicarios de la mafia ya conocen su ubicación y van tras el botín.[cita requerida] Sony (Giovanna Valcárcel), la amiga incondicional de Yuli, responde a su llamada, sin darse cuenta de los peligros que la acechan. . . Yuli sabe que solo un gran poder puede librarla de la muerte. Ahora solo es cuestión de quién llegará primero.

## Elenco
Los actores que participan en esta película son:
- Marisela Puicón como Yuli.
- Julián Legaspi como Cyborg.
- Giovanna Valcárcel como Sony.
- Jorge «Coco» Gutiérrez
- Alexander  Geks
- Aarón Alejandro Silverstone
- Alan Castillo «Robotín»
- Gustavo Cerrón
- Fernanda Pacheco
- Daniel Cerrón
- Luis Rodríguez

## Producción
El rodaje se llevó a cabo en locaciones de Lima, especialmente en los Pantanos de Villa en el verano de 2017. La postproducción se realizó en Argentina e Indonesia.

## Recepción
Yuli atrajo a 5.836 espectadores a lo largo de su paso por los cines peruanos.

## Futuro
Antes del estreno de la película, Christian Carrasco reveló que estaba planeando 2 secuelas, con el guion de ambas partes completo.